# روزالين دريكسلر
روزالين دريكسلر (بالإنجليزية: Rosalyn Drexler)‏ (25 نوفمبر 1926، ذا برونكس في الولايات المتحدة)؛ مؤلِّفة، كاتِبة مسرحية، رسامة، فنانة، كاتبة سيناريو وروائية أمريكية.

## الجوائز
- جائزة إيمي
- دكتوراه فخرية

## روابط خارجية
- روزالين دريكسلر على موقع IMDb (الإنجليزية)
- روزالين دريكسلر على موقع قاعدة بيانات الفيلم (الإنجليزية)